# Великий словник китайських ієрогліфів
Великий словник китайських ієрогліфів (кит.: 漢語大字典/汉语大字典; піньїнь: Hànyǔ Dà Zìdiǎn) — найбільший словник китайських ієрогліфів, виданий в КНР. Упорядковувався впродовж 1979–1990 років, силами 400 редакторів. Складається з 3 томів у 9 книгах. Має спрощену кишенькову версію (1996). Містить 54 678 ієрогліфів, 5 790 сторінок. Ієрогліфи супроводжуються прочитаннями старокитайським, середньокитайським та мандаринським. Знаки шукаються за допомогою індексів-ключів. База словника взята за основу сайту Unihan.